# Verenigd Koninkrijk
Het Verenigd Koninkrijk, officieel het Verenigd Koninkrijk van Groot-Brittannië en Noord-Ierland, afgekort VK (Engels: United Kingdom of Great Britain and Northern Ireland, afgekort UK, informeel Britain), is een soevereine staat in West-Europa met ongeveer 67,9 miljoen inwoners, gelegen tussen de Noordzee en de Atlantische Oceaan.
Het Verenigd Koninkrijk omvat in totaal vier constituerende landen: Engeland in het midden en zuiden (56.286.961 inwoners, 2019); Schotland in het noorden (5.439.842 inwoners, 2022), Wales in het westen (3.153.000 inwoners, 2022) en Noord-Ierland in het noordwesten (2.050.025 inwoners, 2019). De eerste drie (Engeland, Schotland en Wales) vormen samen het eiland Groot-Brittannië. Noord-Ierland is het noordoostelijk deel van het Ierse eiland en heeft als enige deel van het Koninkrijk een landgrens: met Ierland.
De vier gebieden hebben een duidelijk herkenbare culturele, maar deels ook politieke identiteit. De identiteit is hoorbaar in de verschillende talen en dialecten die er gesproken worden, zichtbaar in onder meer vlaggen, bankbiljetten en plaatsnaamborden. De identiteit komt voor de bevolking tot uiting in vormen van beperkt zelfbestuur in Noord-Ierland, Schotland en Wales. Dit laat onverlet dat in internationale betrekkingen alleen het soevereine Verenigd Koninkrijk een rol speelt. In de strikte betekenis van 'onafhankelijke staat' zijn de 'landen binnen het koninkrijk' geen landen, maar in een wat ruimere betekenis van 'begrensd gebied met een politieke identiteit' wel. Gebruikmakend van deze dubbele betekenis kan het Verenigd Koninkrijk worden aangeduid als 'vier landen in één land'.
Het Verenigd Koninkrijk is het product van annexaties en unies. In 1706 verenigde het koninkrijk Engeland (inclusief Wales) zich middels het verdrag van de Unie met het koninkrijk Schotland. In 1800 werd ook Ierland bij het koninkrijk gevoegd. Het grootste deel van Ierland werd in 1922 onafhankelijk, waarna alleen het noordoosten deel bleef uitmaken van het VK. Met wereldwijde koloniën was het Verenigd Koninkrijk in de 19e en begin 20e eeuw het centrum van een wereldrijk, het Britse Rijk, dat op zijn hoogtepunt een derde van de wereldbevolking omvatte. Dit rijk viel na de Tweede Wereldoorlog uiteen.
Het Verenigd Koninkrijk speelde een beslissende rol in beide wereldoorlogen en ervoer daarna een sterke economische groei. De Britse economie ontwikkelde zich met name sterk in de dienstensector en de hoofdstad Londen groeide uit tot het grootste financiële centrum in Europa. Het Verenigd Koninkrijk is een atoommacht en is lid van de Verenigde Naties en de NAVO. Het was vanaf 1973 lid van de Europese Unie (toen nog de EEG), maar verliet de Europese Unie in 2020.

## Naamgeving
Hoewel het Verenigd Koninkrijk niet volledig op het eiland Groot-Brittannië ligt, wordt in sommige gevallen Groot-Brittannië (of de afkorting GB) gebruikt waar feitelijk het Verenigd Koninkrijk bedoeld wordt. Zo wordt het Verenigd Koninkrijk tijdens de Olympische Spelen vertegenwoordigd door Team GB. Deze pars pro toto wordt ook in het Nederlands gebruikt.
Op voertuigen werd de landcode GB gebruikt. Voertuigen ingeschreven na 28 september 2021 dragen echter de nieuwe landcode UK op de Britse nummerplaat.
De informele Engelse term Britain wordt ook in officiële publicaties vaak gebruikt als synoniem voor 'het Verenigd Koninkrijk'. Als niet het hele koninkrijk maar slechts een of enkele landen (Engeland, Schotland, Wales of Noord-Ierland) bedoeld wordt, worden deze landen bij naam genoemd en wordt nooit UK of Britain gebruikt.
De naam Britain komt terug in het bijvoeglijk naamwoord 'Brits' (Engels: British): de regering van het hele koninkrijk is de 'Britse regering' en de nationale munt heet het Britse pond (ISO-code: GBP). De inwoners van het koninkrijk heten gezamenlijk Britten. Wanneer de inwoners van de losse landen aangeduid worden, wordt bijvoorbeeld Engelsen of Schotten gebruikt; een Schot, Welshman of Noord-Ier als Engelsman aanduiden is niet alleen onjuist, maar wordt bovendien slecht gewaardeerd.

## Geografie

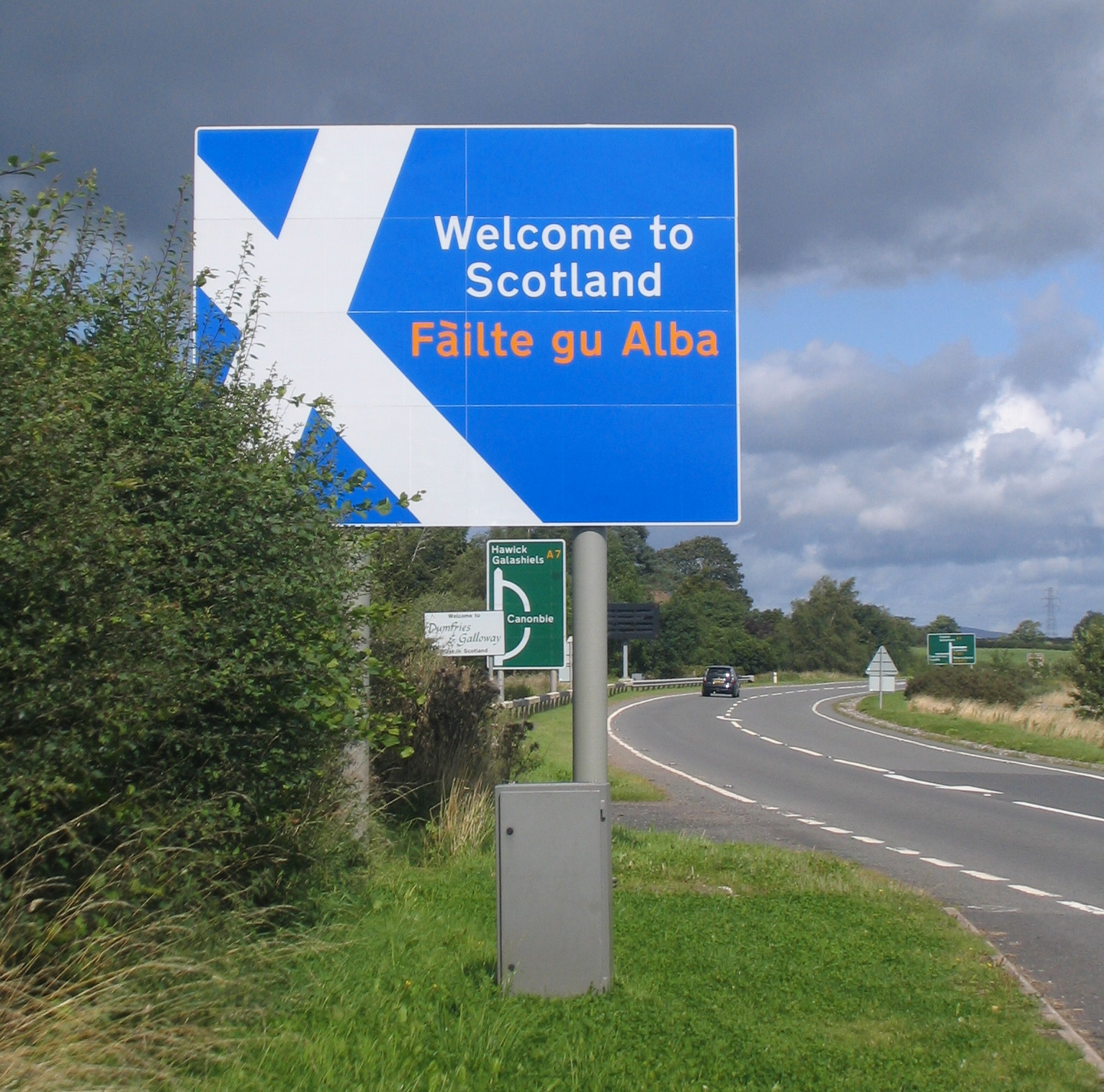
Grens tussen Engeland en Schotland

Groot-Brittannië (Engeland, Schotland en Wales) en Noord-Ierland vormen gezamenlijk het Verenigd Koninkrijk van Groot-Brittannië en Noord-Ierland, gelegen op de Britse Eilanden tussen de Noordzee en de Atlantische Oceaan, ten westen van Europa. Wales was al een onderdeel van Engeland voordat dit land opging in het Verenigd Koninkrijk.
Groot-Brittannië, het Ierse eiland, de Kanaaleilanden en het eiland Man vormen samen de Britse Eilanden. Hierbij kan worden opgemerkt dat het grootste deel van het Ierse eiland een zelfstandige republiek vormt, die niet bij het Verenigd Koninkrijk hoort.
Ook een aantal kleinere eilanden hoort bij het koninkrijk: Wight (Isle of Wight, aan de zuidkant van Engeland), Lundy (tussen Devon en Wales), de Scilly-eilanden (ten zuidwesten van Engeland), Anglesey (aan de noordwestkant van Wales) en de eilandengroepen bij Schotland, waaronder de Hebriden, de Orcaden of Orkney-eilanden en de Shetlandeilanden.
Hoewel het eiland Man en de Kanaaleilanden (waaronder Jersey, Guernsey, Alderney en Sark) staatkundig niet tot het Verenigd Koninkrijk behoren, horen zij er geografisch wel bij.
Het Verenigd Koninkrijk telt 15 nationale parken en (in Engeland, Wales en Noord-Ierland) ook 46 National Landscapes (in Schotland 40 National Scenic Areas) en tientallen National Nature Reserves. Door die gebieden lopen GR-paden, die in Engeland en Wales National Trail heten en in Schotland Great Trail. Het National Cycle Network is een netwerk van bewegwijzerde langeafstandsfietsroutes.
Londen is zowel de hoofdstad als de grootste stad binnen het Verenigd Koninkrijk. Andere grote Britse steden zijn onder meer Birmingham, Glasgow, Sheffield, Edinburgh, Liverpool, Manchester en Leeds.

## Staatsstructuur
Het Verenigd Koninkrijk is een constitutionele monarchie, die sinds 1917 het Huis Windsor heet. De uitvoerende macht is namens de koning in handen van de premier en de overige ministers in diens of haar kabinet. De monarch draagt geen politieke verantwoordelijkheid, om zo de eenheid en continuïteit van het staatsbestel te kunnen symboliseren.

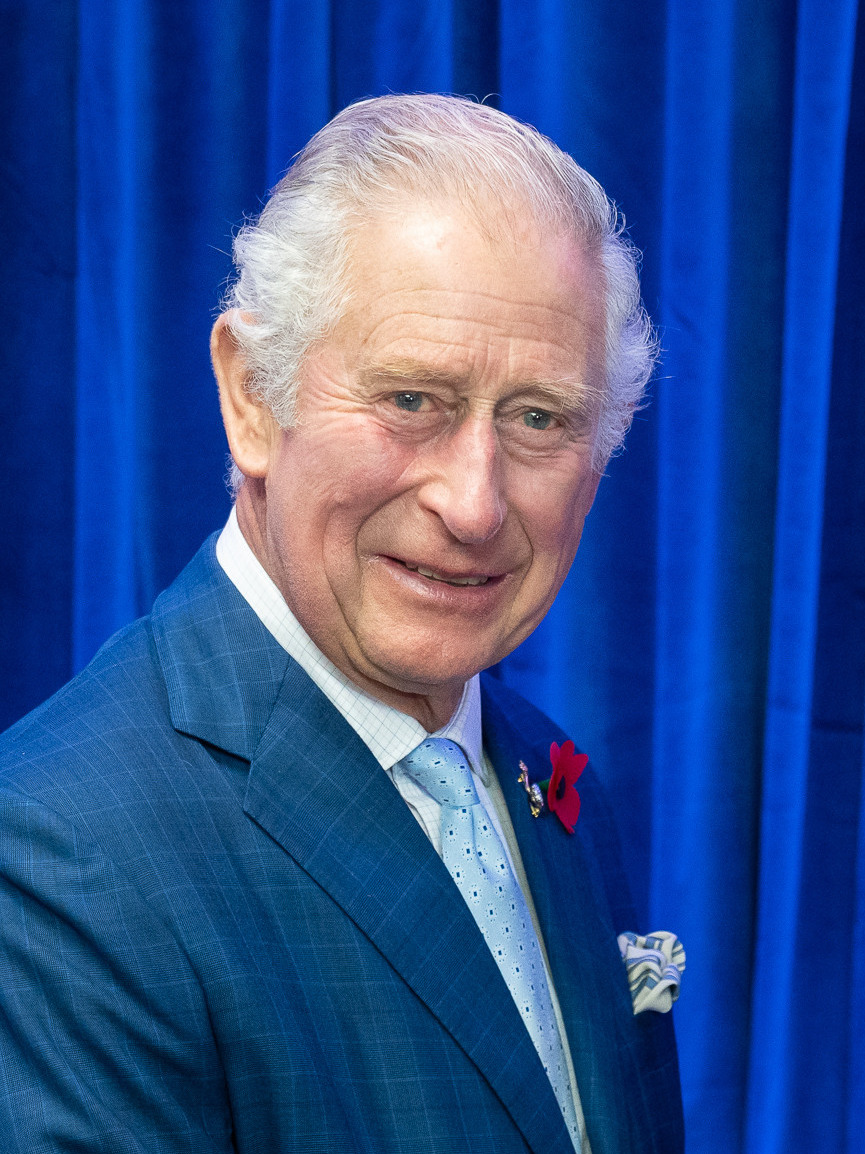
Koning Charles III, koning van het Verenigd Koninkrijk sinds 2022

### Koninklijke familie
- Monarch sinds 2022: Koning Charles III
- Troonopvolger: prins William, daarna diens oudste zoon, prins George.
- Kinderen van Koning Charles: Harry van Sussex

### Regering

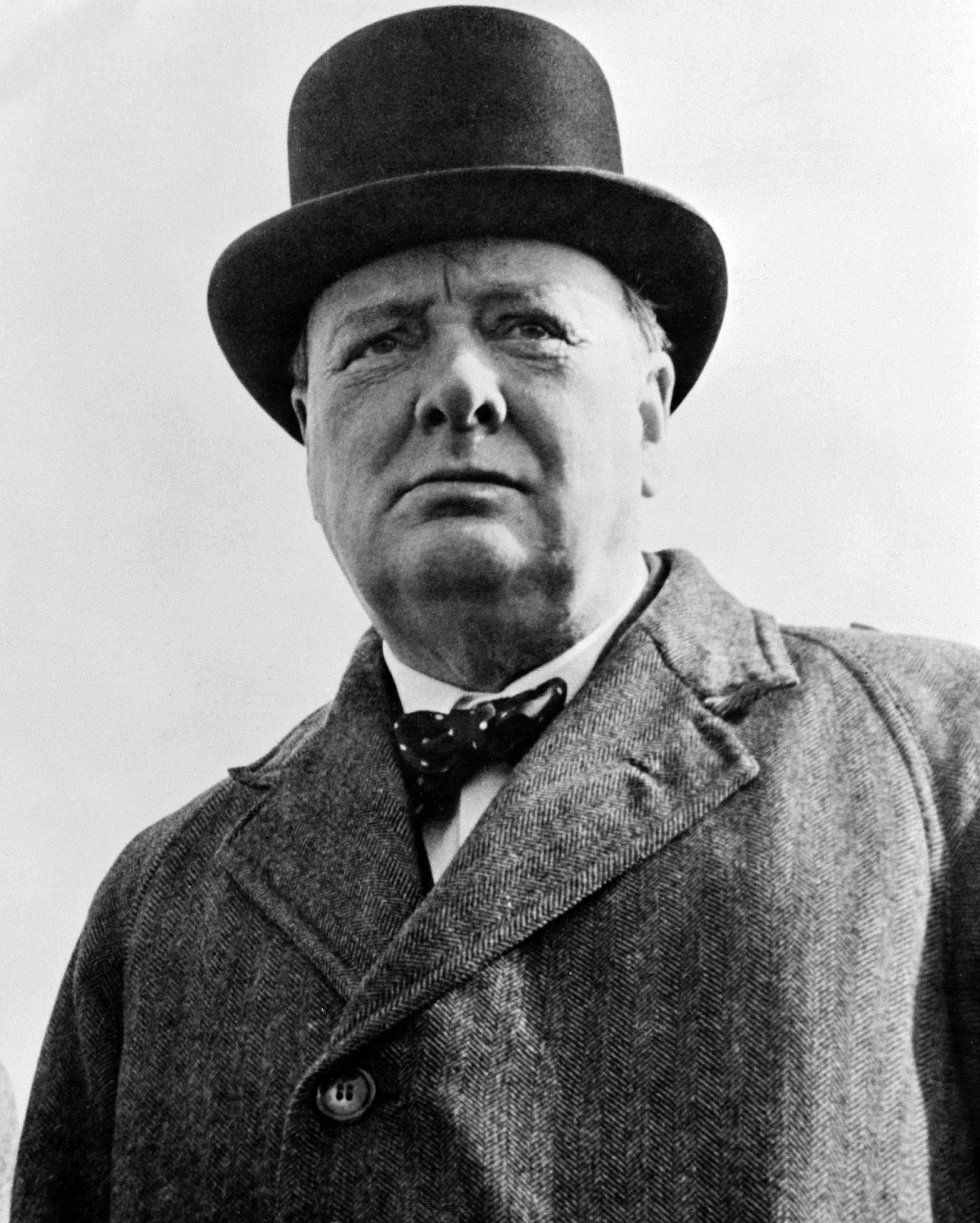
Winston Churchill, premier van het Verenigd Koninkrijk van 1940 tot 1945 en van 1951 tot 1955

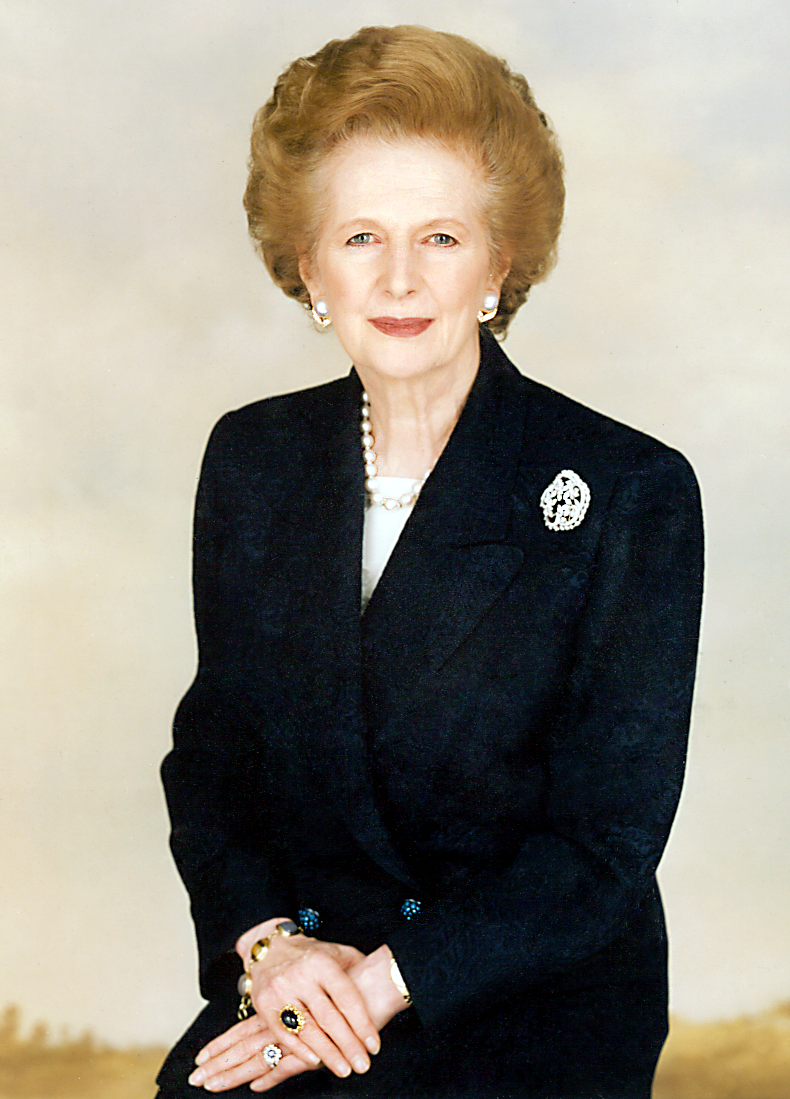
Margaret Thatcher, premier van het Verenigd Koninkrijk van 1979 tot 1990

Het collectief van de premier en zijn ministers staat daarom bekend als His Majesty's Government (Zijner Majesteits Regering). Alle ministers zijn hun politieke loopbaan begonnen als parlementsleden en blijven dit ook als ze minister worden. De regering moet het vertrouwen hebben van een meerderheid van het direct gekozen deel van het parlement, het Lagerhuis.
Er zijn wetten die voor wat betreft hun positie in de wettelijke rangorde de facto worden geacht met een grondwettelijke kracht te zijn bekleed, maar het Verenigd Koninkrijk is nog steeds een van de weinige landen ter wereld waarvan hooguit gezegd kan worden dat het een ongeschreven grondwet heeft.
Niettemin is de parlementaire democratie diep geworteld in de samenleving, waarbij traditioneel verwezen wordt naar de Magna Carta van 1215, toen voor het eerst de macht van de vorst werd ingeperkt, althans op papier. Het Verenigd Koninkrijk wordt tot de stabielste democratieën ter wereld gerekend. Het is ondenkbaar dat de strijdkrachten 'corrigerend' ingrijpen in het politieke proces. Drastische wijzigingen in de politieke structuur zijn niet voorgekomen sinds de 'Glorious Revolution' van 1688, noch langs revolutionaire, noch langs legale weg, zoals Frankrijk sinds 1789 regelmatig heeft gehad. Ontwikkelingen in de bevoegdheden van de monarch, de premier, de ministers en de beide kamers van het parlement zijn sindsdien altijd geleidelijk gegaan.
Regeringen zitten bijna altijd een termijn van vier jaar uit, omdat zij dankzij het kiesstelsel meestal kunnen rekenen op een comfortabele meerderheid, die zelden uit meer dan één partij bestaat. Dat deze comfortabele meerderheid zelden of nooit steunt op een meerderheid van de kiezers, wordt niet als een ernstig probleem ervaren. De personele samenstelling van de regering is echter flexibel. De premier heeft veel macht, meer dan bijvoorbeeld in Nederland. Er hoeven meestal geen coalitiepartners te vriend gehouden te worden; oppositiepartijen hoeven zelfs niet als toekomstige coalitiepartners te worden ontzien.
Spanningen in zijn of haar eigen partij kan de premier oplossen door ministers te ontslaan of over te plaatsen. De ministeries van Financiën en Buitenlandse Zaken worden als de meest prestigieuze beschouwd; tijdens The Troubles in Noord-Ierland vanaf het eind van de jaren zestig, toen direct bestuur vanuit Londen noodzakelijk werd, fungeerde het ministerie van Noord-Ierse zaken als een soort strafbankje. Twee jaar na het aantreden van een nieuwe regering vindt er daarnaast een traditionele 'midterm reshuffle' plaats, waarbij de premier alle ministers bij zich roept en hen meedeelt of ze hun baan kunnen behouden of niet. De laatste keer dat een premier zelf voortijdig moest aftreden om politieke redenen was in 2019 (Theresa May, vanwege de verwerping van haar Brexitdeal), daarvoor in 1990 (Margaret Thatcher), 1957 (Anthony Eden, na de Suezcrisis), en 1940 (Neville Chamberlain, na het failliet van zijn appeasementpolitiek en de ernstige nederlagen tegen nazi-Duitsland). Dit betekende evenwel nooit een regeringscrisis met vervroegde verkiezingen; een opvolger uit de regeringspartij nam het over en zat de regeringstermijn uit. Winston Churchill, in mei 1940 de opvolger van Chamberlain, hield de volgende verkiezingen zelfs pas in juli 1945, bijna 10 jaar na de vorige algemene verkiezingen en net na de overwinning op nazi-Duitsland. Chamberlain had het tussentijds overgenomen van Stanley Baldwin, na het afhandelen van het aftreden van koning Eduard VIII en diens opvolging door George VI.
Als gevolg van de devolutie werd op het einde van de 20e eeuw de uitvoerende macht ook verdeeld naar lokaal bestuur in Wales, Schotland en Noord-Ierland wat leidde tot de Welsh Government, de Scottish Government en de Northern Ireland Executive.

### Wetgevende macht
Het parlement, gevestigd in het Palace of Westminster, is het op een na oudste ter wereld (alleen dat van IJsland is ouder) en wordt weleens de moeder van alle parlementen genoemd. Het bestaat uit twee kamers, waarvan de rollen zich in de loop der eeuwen hebben ontwikkeld: het Lagerhuis en het Hogerhuis.

#### Lagerhuis
Het Lagerhuis (House of Commons), waarvan de leden (Members of Parliament, vaak aangeduid als MP's) telkens voor maximaal vijf jaar gekozen worden; in de praktijk is het maximaal vier jaar, al heeft de minister-president het recht op elk gewenst moment binnen de vijfjarentermijn algemene verkiezingen uit te schrijven. Sinds 1945 zijn er slechts twee vervroegde verkiezingen, dat wil zeggen minder dan vier jaar na de vorige, uitgeschreven: in oktober 1974 en in mei 1979. Het Lagerhuis wordt als oppermachtig beschouwd, omdat het met een gewone meerderheid wetten kan uitvaardigen op elk terrein en daarbij niet gebonden is aan besluiten van zijn voorgangers. Er is nu eenmaal geen grondwet die dit zou kunnen verhinderen.
Enkele eigenschappen van het Lagerhuis zijn:
- de ministers zijn ook lid van het Lagerhuis of het Hogerhuis; de regering is dus meer het uitvoerend orgaan van het parlement dan een uitvoerende macht die gecontroleerd wordt door de onafhankelijke wetgevende macht.
- bij de twee grootste partijen is er een door de politieke leiders vastgestelde, maar niet wettelijk vastgelegde rangorde tussen parlementsleden: frontbenchers en backbenchers; frontbenchers zitten op de voorste rijen aan weerszijden van het gangpad tussen de regeringspartij en de oppositie, backbenchers verder naar achteren. Het gangpad is twee zwaardlengten breed en dit mag tijdens zittingen nooit door parlementsleden overgestoken worden, zulks om handtastelijkheden te voorkomen. Dit wel doen, heet crossing the floor en betekent dat iemand overloopt naar de partij aan de overkant. Wie het Lagerhuis ‘oversteekt’, geeft demonstratief te kennen dat hij of zij voortaan geen deel meer van de regerende of oppositiepartij wil uitmaken. De minister-president en de ministers zijn altijd frontbenchers van de regeringspartij; bij de grootste oppositiepartij, die sinds het begin van de 19e eeuw wordt aangeduid als His/Her Majesty's most loyal opposition, zijn frontbenchers de schaduwministers, die het schaduwkabinet vormen. Deze concentreren zich op de portefeuille van een zittende minister, om die kritisch te volgen. Als de oppositiepartij de verkiezingen wint, is een schaduwminister de meest waarschijnlijke kandidaat voor die portefeuille. De politieke leider van de grootste oppositiepartij is de schaduwpremier. Het verliezen van de verkiezingen door die partij leidt meestal tot het aftreden van de schaduwpremier, die dan weer backbencher wordt, als hij tenminste gekozen is in zijn eigen district. Een premier die de verkiezingen verliest, verhuist meestal snel naar het Hogerhuis en wordt benoemd in de Orde van de Kousenband.

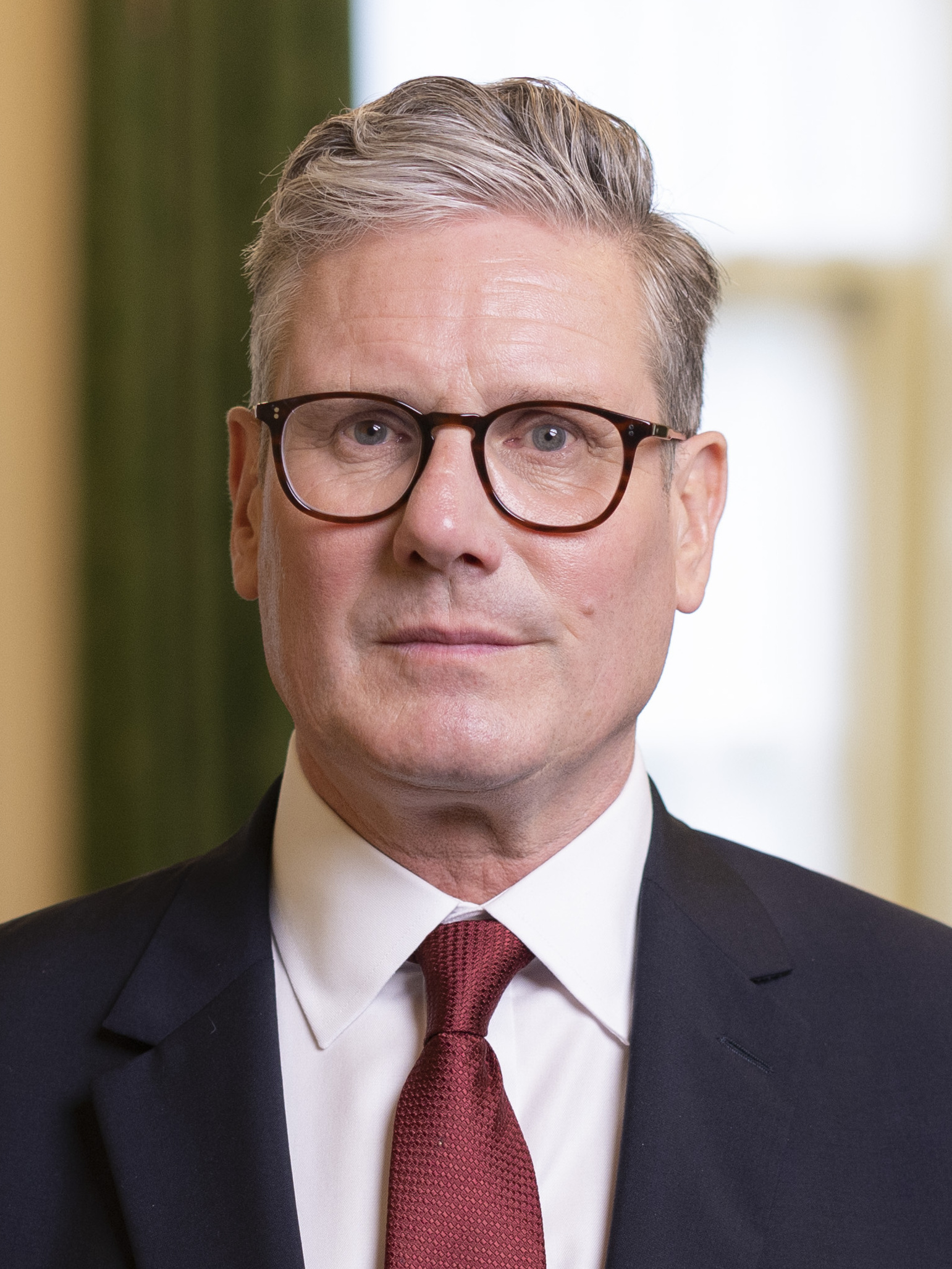
Keir Starmer, de huidige premier van het Verenigd Koninkrijk sinds 2024

- Keir Starmer, de huidige premier van het Verenigd Koninkrijk sinds 2024In plaats van een systeem van evenredige vertegenwoordiging, waarin elke kiezer op elke kandidaat van elke partij kan stemmen, is er een meerderheidsstelsel, waarbij het hele koninkrijk is verdeeld in 646 kiesdistricten, waar elke partij hoogstens één kandidaat kan stellen; de kandidaat met de meeste stemmen, ook al is dat minder dan 50% van de uitgebrachte stemmen in dat district, wordt gekozen om het hele district in het Lagerhuis te vertegenwoordigen. Het leidt meestal tot een comfortabele meerderheid in het Lagerhuis voor de grootste partij, die dus een stabiele regering kan vormen. Een voortijdige val van het hele kabinet is daardoor zeer zeldzaam. Om een toereikende meerderheid te verzekeren, kan een regerende partij indien nodig wel een verbond met een kleinere partij afsluiten die dan principieel aan de zijde van de regering stemt, ook al is er geen sprake van een officiële coalitie. Een dergelijke situatie trad in de jaren 70 op (het Lib-Lab pact) en doet zich sinds 2017 opnieuw voor, aangezien de regerende Conservatieve Partij op eigen kracht geen meerderheid heeft en derhalve door de Noord-Ierse Democratic Unionist Party wordt gesteund. Men spreekt in zo’n geval van een hung parliament.

#### Hogerhuis
Het Hogerhuis (House of Lords) bestond tot voor kort deels uit adellijke personen op wie het lidmaatschap erfelijk was overgegaan (zogeheten hereditary peers), en deels uit life peers: personen met een adellijke titel voor het leven, dus niet erfelijk, door de zittende regering voor het leven benoemd wegens bijzondere verdiensten voor de samenleving. In de praktijk blijken donaties aan politieke partijen (cash for honours) nogal eens een rol te spelen bij het verwerven van de status als life peer. 26 bisschoppen van de Anglicaanse Kerk zijn automatisch lid als lords spiritual. De andere leden zijn lords temporal. In 2001 werd een begin gemaakt met modernisering van het lidmaatschapsbeleid van het Hogerhuis. Omdat Hogerhuisleden niet gekozen worden, ook niet indirect, zoals in de Nederlandse Eerste Kamer, wordt het onbehoorlijk geacht de regering echt dwars te zitten. Het politieke nut van het Hogerhuis is dan ook omstreden.

### Politieke partijen
De politieke partijen in het Verenigd Koninkrijk zijn:
- Alliance Party of Northern Ireland (alleen in Noord-Ierland)
- British National Party
- Conservative Party
- Democratic Unionist Party (alleen in Noord-Ierland)
- Green Party of England and Wales
- Green Party of Northern Ireland
- Labour Party
- Liberal Democrats
- Plaid Cymru (alleen in Wales)
- Respect Party
- Scottish National Party (alleen in Schotland)
- Scottish Senior Citizens Union Party (alleen in Schotland)
- Scottish Socialist Party (alleen in Schotland)
- Sinn Féin (alleen in Noord-Ierland)
- Social Democratic and Labour Party (alleen in Noord-Ierland)
- Socialist Workers' Party
- United Kingdom Independence Party
- Ulster Unionist Party (alleen in Noord-Ierland)

Het Verenigd Koninkrijk kent, zoals de Verenigde Staten, een meerderheidsstelsel. Over het algemeen maken de grootste partijen Labour en de Conservatives (Tories) de dienst uit. Coalitieregeringen zijn ongebruikelijk.

### Politieke cultuur
De parlementaire debatcultuur wordt gekenmerkt door retorisch vuurwerk, het uitjouwen van tegenstanders, het met de vuisten op de tafels trommelen en 'hear, hear' roepen als betuiging van instemming met een andere spreker. De voorzitter van het parlement, de 'speaker', roept regelmatig 'order, order', maar dat heeft voornamelijk rituele betekenis. Parlementsleden spreken elkaar niet rechtstreeks aan: zij richten zich tot de 'speaker' (de voorzitter van het Lagerhuis) en refereren dus in de derde persoon aan hun collega’s als 'right honourable friend' (als het leden van de eigen partij zijn) en 'right honourable gentleman/lady' (tegen leden van andere partijen), ook bij de felste debatten. Valt iemand uit zijn of haar rol, bijvoorbeeld door een tegenstander uit te maken voor 'you snivelling little git', dan is dat nieuws. Televisiecamera's worden pas sinds de jaren 80 toegelaten; sommige politici, onder wie toenmalig eerste minister Margaret Thatcher, waren namelijk beducht voor ondermijning van het gezag van het parlement vanwege de schijnbaar chaotische gang van zaken tijdens de zittingen. Inmiddels worden debatten en commissievergaderingen zelfs live uitgezonden op de speciaal daarvoor gecreëerde zender BBC Parliament.
Bij een stemming vraagt de 'speaker' aan het ja-kamp ‘aye!’ te roepen en aan het nee-kamp ‘no!’; dan volgt de division of the House: parlementsleden stemmen fysiek door hetzij door de 'aye corridor', hetzij door de ‘no corridor' te lopen en daarbij geteld te worden. Het is de taak van de 'whips' erop toe te zien dat de leden van hun partij stemmen zoals van hen geëist wordt. De regeringspartij en oppositie kunnen met elkaar afspreken iemands afwezigheid aan een kant van de kamer te compenseren doordat dienovereenkomstig iemand zich aan de tegenoverliggende kant van de stemming onthoudt: dit heet pairing. De regels voor de omgang tussen parlementsleden zijn vastgelegd in een handboek, getiteld Parliamentary Practice, van de 19e-eeuwse constitutionele expert Erskine May.
Sinds het aantreden van John Bercow in 2012 draagt de 'speaker' van het Lagerhuis geen traditionele pruik en gewaden meer: hij was de eerste die de functie in een modern pak bekleedde. Ook voor de klerken worden geen nieuwe pruiken meer gekocht.
Britse politici komen relatief vaak wegens seksschandalen in opspraak, niet noodzakelijkerwijs omdat zij zich in zedelijk opzicht slechter gedragen dan politici in andere landen, maar omdat privé en politiek in de Britse cultuur minder gescheiden zijn. De Britse boulevardpers, die zeer grote oplagen haalt, maakt er veel werk van. Het beruchtste naoorlogse seksschandaal was de Profumo-affaire in 1963.
Goed ontwikkelde aspecten van het publieke debat zijn satire en cartoons, op zijn minst sinds de 18e eeuw. Daarbij gaat het niet alleen om actuele kwesties; er zijn regelmatig duidelijke toespelingen op meesterwerken van de beeldende kunst, soms van eeuwen geleden. Er wordt niet alleen een behoorlijke kennis verondersteld van de Europese kunstgeschiedenis, maar ook van de Britse geschiedenis. De Britse tv-serie Blackadder, die ruim vijf eeuwen bestrijkt, is van dat laatste een goed voorbeeld. Politici en leden van het koninklijk huis worden harder aangepakt dan in andere landen waar vrijheid van meningsuiting grondwettelijk gegarandeerd is. De slachtoffers worden geacht dit met stoïcijnse onverschilligheid te ondergaan, wat niet altijd lukt. Spitting Image is niet toevallig een Britse televisieproductie die ook elders navolging heeft gekregen (ook even in Nederland), zij het van kortere duur en soms in wat gekuiste vorm.

### Het Verenigd Koninkrijk en de Europese Unie
Alhoewel het Verenigd Koninkrijk reeds sinds 1973 lid was van de EEG en vervolgens van de EU, bleef een groot deel van de publieke opinie steeds sceptisch of negatief ten aanzien van het afstaan van bevoegdheden aan EU-instellingen. Het wantrouwen tegenover "Brussel" zit bij veel Engelsen diep geworteld, terwijl Schotten en Noord-Ieren doorgaans meer pro-EU zijn. Na zijn herverkiezing tot premier in 2015 beloofde David Cameron de Britse kiezers een referendum over de EU. Dit referendum over het EU-lidmaatschap van het Verenigd Koninkrijk vond plaats op 23 juni 2016. De Britse regering adviseerde de kiezers voor voortzetting van het EU-lidmaatschap te stemmen. De uitslag van het referendum was echter dat 52% vóór een brexit was. Door de inwoners van Schotland en Noord-Ierland werd wel grotendeels tegen een brexit gestemd. Cameron trad daarop af. Zijn plaats werd ingenomen door zijn minister van Binnenlandse Zaken, Theresa May, die geloofwaardiger werd geacht om die brexit tot een goed einde te brengen, hoewel zij er zelf ook tegen had gestemd. Op 31 januari 2020, om 23:00 plaatselijke tijd, trad het Verenigd Koninkrijk uit de Europese Unie.
Vanaf 1 oktober 2021 kunnen buitenlandse reizigers het land alleen met een paspoort inreizen. Bovendien geldt voor sommige landen van herkomst een visumplicht. Een identiteitskaart (ID-kaart) van een van de Europese lidstaten is sindsdien daarvoor niet meer geldig, aangezien het Verenigd Koninkrijk niet meer deel uitmaakt van de Europese Unie. Sinds 1 januari 2021 gelden er voor vreemdelingen andere regels voor reis en verblijf dan voorheen.

## Bestuurlijke indeling

De vier landen waaruit het Verenigd Koninkrijk bestaat: Engeland, Noord-Ierland, Schotland en Wales

Er zijn er in het Verenigd Koninkrijk vanaf de conservatieve regering van Thatcher decennialang hervormingen van het lokaal bestuur geweest. De bestuurlijke indeling is bovendien voor elk van de landen binnen het koninkrijk weer anders geregeld.
- Engeland kent negen bestuurlijke regio's, die weer zijn onderverdeeld in 82 stedelijke en niet-stedelijke graafschappen (counties).
- Noord-Ierland is onderverdeeld in 26 districten.
- Schotland is onderverdeeld in 32 raadsgebieden (council areas), waarvan er drie uit eilanden bestaan (Buiten-Hebriden, Orkney en Shetland).
- Wales is onderverdeeld in 22 bestuurlijke gebieden, de principal areas.

In Engeland wordt er onderscheid gemaakt tussen Groot-Londen (Greater London), de overige metropolitan counties (Greater Manchester, Merseyside met Liverpool, South Yorkshire met Sheffield, Tyne & Wear met Newcastle, West Midlands met Birmingham en West Yorkshire met Leeds) en de andere graafschappen (non-metropolitan areas).
Het Verenigd Koninkrijk kent historisch een indeling in graafschappen (Engels meervoud: counties, enkelvoud: county). De graafschappen van Engeland, Schotland, Wales en Noord-Ierland binnen hun historische grenzen zijn nog bekend als de historische of traditionele graafschappen. Deze graafschappen werden in het algemeen weer onderverdeeld in districten en die waren weer verder verdeeld in gemeenten (zie steden). In Engeland en Wales zijn er nog bestuurlijke graafschappen, maar die hebben meestal andere grenzen dan de historische graafschappen.

### Overzeese gebiedsdelen en Brits Kroonbezit
Het Verenigd Koninkrijk heeft soevereiniteit over zeventien gebieden die geen deel uitmaken van het Verenigd Koninkrijk zelf: veertien Britse overzeese gebieden en drie kroonbezittingen.

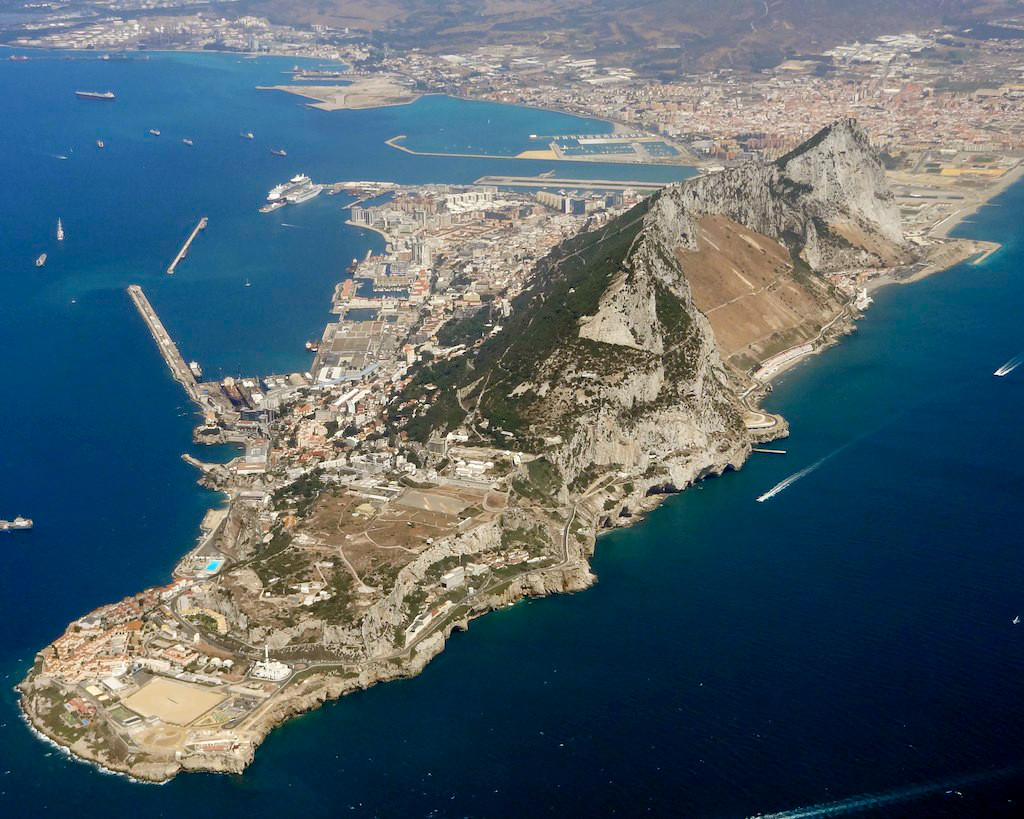
Gibraltar, grenzend aan Spanje, is een van de Britse overzeese gebieden

De veertien Britse overzeese gebiedsdelen zijn: Akrotiri en Dhekelia, Anguilla, Bermuda, Brits Antarctisch Territorium, Brits Indische Oceaanterritorium, Britse Maagdeneilanden, Falklandeilanden, Gibraltar, Kaaimaneilanden, Montserrat, Pitcairneilanden, Sint-Helena, Ascension en Tristan da Cunha, Turks- en Caicoseilanden en Zuid-Georgia en de Zuidelijke Sandwicheilanden. De Britse claims op Antarctica zijn niet algemeen erkend.
De overzeese gebieden van Groot-Brittannië hebben een geschatte oppervlakte van 1.727.570 km² en een bevolking van ongeveer 260.000 mensen. Het zijn de overblijfselen van het Britse Rijk en een aantal gebieden heeft specifiek gestemd om Brits gebied te blijven (Bermuda in 1995, Gibraltar in 2002 en de Falklandeilanden in 2013).
De Britse Kroonbezittingen zijn bezittingen van de Kroon, in tegenstelling tot de overzeese gebieden van het Verenigd Koninkrijk. Ze omvatten de Kanaaleilanden (de baljuwschappen van Jersey en Guernsey in Het Kanaal) en het eiland Man in de Ierse Zee. Als onafhankelijk beheerde rechtsgebieden maken zij geen deel uit van het Verenigd Koninkrijk of van de Europese Unie, hoewel de Britse regering hun buitenlandse zaken en defensie beheert en het Britse parlement de bevoegdheid heeft om hun wetgeving te legaliseren. De bevoegdheid tot wetgeving die de eilanden uiteindelijk passeren ligt bij hun eigen wetgevende vergaderingen, met instemming van de Kroon. Sinds 2005 wordt de Kroon vertegenwoordigd door een Chief minister als hoofd van de regering.

## Bevolking
De bevolking bestaat voor 91% uit Britten, te weten 81% Engelsen en 9,6% Schotten. Naast dit aantal zijn er nog grote immigrantengroepen aanwezig, veelal uit Pakistan, India, China, Ierland, Australië en Bangladesh.

### Taal

De Engelstalige wereld

Het Verenigd Koninkrijk als geheel heeft geen officiële taal. De enige plaats waar de Engelse taal de jure status heeft, is Noord-Ierland, waar de Ierse taal sinds 2022 ook de jure officieel is. Welsh is sinds 2011 de enige officiële taal van Wales. Engeland en Schotland hebben geen officiële talen, maar Cornish is een erkende minderheidstaal in Engeland en Schots in Schotland. Schots-Gaelisch is geen officiële taal van Schotland. Het wordt echter beschouwd als een inheemse taal volgens het Europees Handvest voor Regionale of Minderheidstalen, dat de Britse regering heeft geratificeerd, en de Gaelic Language (Scotland) Act 2005 heeft een orgaan voor taalontwikkeling opgericht, Bòrd na Gàidhlig.
De Kroongebieden (behoren officieel niet tot het Verenigd Koninkrijk, maar zijn in zekere mate wel betrokken tot het land) wijken hiervan af. Op de Kanaaleilanden wordt ook Frans erkend, op Man Manx. Opvallend daarbij is dat het Cornisch en het Manx, twee voorheen officieel dode talen, de laatste jaren weer opleven en opnieuw worden gesproken.
In de meeste overzeese gebieden is de enige officiële taal het Engels. De uitzonderingen zijn Akrotiri en Dhekelia (Grieks) en de Pitcairneilanden (Pitcairnees).

### Religie
Bij de census van 2011 was 59,5% christelijk, 4,4% is islamitisch, 1,3% hindoeïstisch, 0,7% sikh, 0,4% joods en 0,4% boeddhistisch. 25,7% gaf aan géén religie aan te hangen en 7,2% gaf geen informatie betreffende zijn of haar religie.

#### Christendom

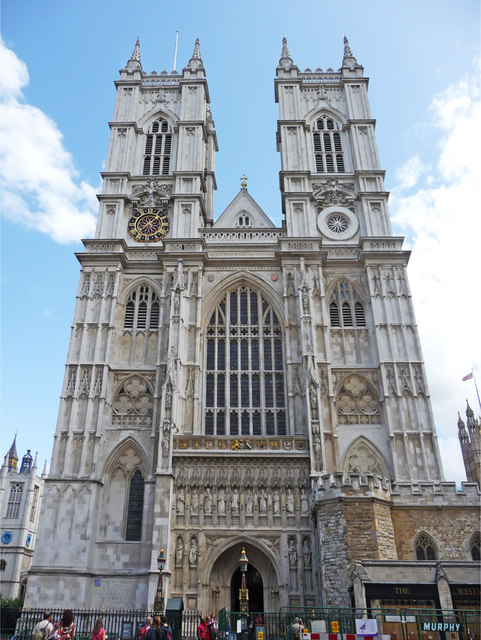
Westminster Abbey, een gotische kerk en de plaats waar de Britse vorst gekroond wordt

Staatskerken zijn de Anglicaanse Kerk (Church of England) en de presbyteriaanse Kerk van Schotland (Church of Scotland). In Wales is de Anglicaanse Kerk sinds 1920 geen geprivilegieerde staatskerk meer. In dat jaar kwam de Kerk in Wales (Church in Wales) los te staan van de Church of England. Er bestaat godsdienstvrijheid. De Koning(in) moet lidmaat zijn van de Church of England en moet bij de troonsbestijging beloven de Kerk te beschermen. Wanneer hij (zij) in Schotland vertoeft, is hij (zij) lid van de Kerk van Schotland. De Anglicaanse Gemeenschap is verbonden met de Church of England.
De Vrije Kerken (Free Churches) zijn voornamelijk ontstaan uit verzet tegen staatsinmenging in kerkelijke zaken. De belangrijkste ervan zijn de Methodistische Kerk, de United Reformed Church en de Baptistenkerken. Naast de staatskerk van Schotland zijn er diverse presbyteriaanse kerken (vooral in Schotland en Noord-Ierland). Andere protestantse denominaties zijn onder meer de unitarische en vrije christelijke kerken, de Churches of Christ (in de Verenigde Staten bekend als Disciples of Christ), de Free Church of England (of Reformed Episcopal Church), gevormd in 1844 als een direct gevolg van de Oxfordbeweging, de Society of Friends (quakers) en het Leger des Heils (Salvation Army).
De kerkelijke hiërarchie van de Katholieke Kerk werd in Engeland en Wales hersteld in 1850, in Schotland in 1878. In 1982 werden de diplomatieke betrekkingen met het Vaticaan volledig hersteld. Vele katholieken zijn uit Ierland afkomstig. Er zijn in Engeland en Wales vijf aartsbisdommen en vijftien bisdommen; Schotland telt twee aartsbisdommen en zes bisdommen; Noord-Ierland maakt deel uit van de kerkprovincie Armagh en heeft op zijn grondgebied de zetels van een aartsbisdom (Armagh) en vier bisdommen (zie Katholieke Kerk in Groot-Brittannië).
In Noord-Ierland is 35% van de bevolking katholiek, 29% presbyteriaans en 24% lid van de staatskerk, de Church of Ireland. Derry is overwegend katholiek, Belfast protestants.

#### Andere religies
Het aantal Britse joden wordt geschat op 300.000. Dit aantal omvat alleen mensen die verbonden zijn met het jodendom; mensen die zich etnisch met Joden verbonden voelen zijn niet meegeteld. Het Verenigd Koninkrijk staat op de vijfde plek van landen met de meeste joden in de wereld. In het verleden waren er in het openbare leven veel antisemitische regelingen, zoals naturalisatie, studeren aan de universiteit en in de politiek. In 1855 werd David Salomons de eerste joodse Lord Mayor of London.
De grootste regio van herkomst van de moslims is Zuid-Azië. De eerste moslims kwamen in de 18e eeuw aan in het Verenigd Koninkrijk door de Britse Oost-Indische Compagnie en trouwden met Britse vrouwen. Na de Tweede Wereldoorlog kwam de dekolonisatie op gang, hierdoor migreerden grote aantallen moslims uit voormalig Brits-Indië. Schattingen van het aantal moslims in 2009 zijn dat er tussen de 2,4 en 3 miljoen volgers zijn van de islam. Het grootste deel van hen woont in Engeland en Wales. Het aantal Britse bekeerlingen naar de islam wordt geschat op 100.000. De Muslim Council of Britain en het Islamic Forum of Europe zijn de koepelverenigingen van islamitische organisaties in het Verenigd Koninkrijk.
In het Verenigd Koninkrijk wonen tussen de 560.000 tot 1,5 miljoen hindoes. Zij wonen voornamelijk in Engeland. De helft van de hindoes woont in de regio Londen. Net als de moslims en de hindoes kwamen de sikhs na de jaren 50 van de 20e eeuw in migratiegolven vanuit Zuid-Azië. De sikhs zijn vooral actief in de handel. Hun aantal wordt geschat op 340.000 en de regio's Londen, Birmingham en West-Yorkshire kennen omvangrijke sikhgemeenschappen.

## Cultuur

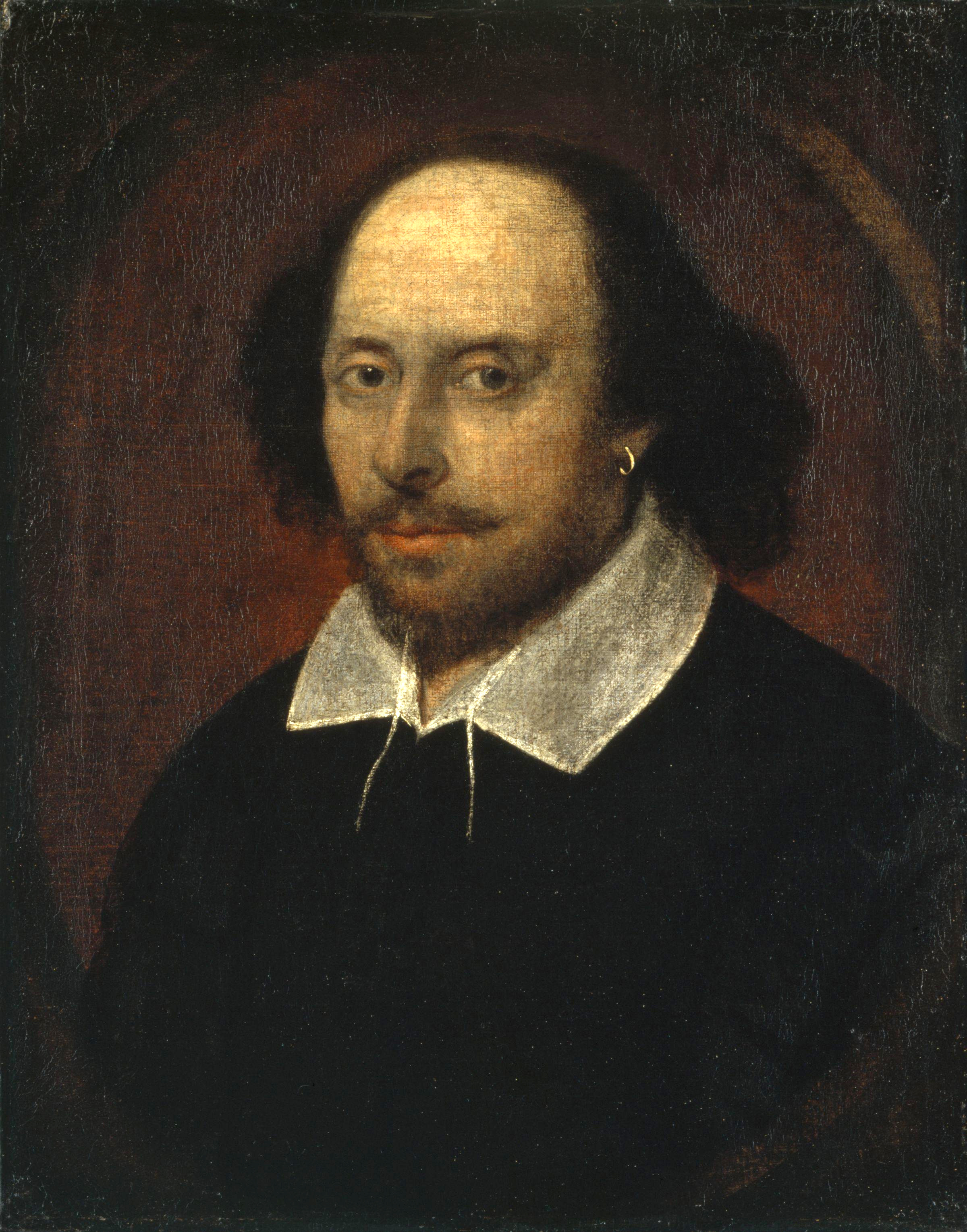
William Shakespeare, toneelschrijver en dichter

De cultuur van het Verenigd Koninkrijk is beïnvloed door veel factoren, waaronder de status als een eilandnatie, de geschiedenis van het Verenigd Koninkrijk als een westerse liberale democratie en de status van dit land als grootmacht. Daarnaast is zij beïnvloed doordat het land zelf een politieke unie is van vier landen die ieder hun eigen kenmerkende tradities, gewoonten en symboliek hebben behouden. Als gevolg van het Britse Rijk kan de invloed van het Verenigd Koninkrijk worden waargenomen in de taal, de cultuur en de rechtsstelsels van veel van de voormalige koloniën, met inbegrip van Australië, Canada, India, Pakistan, Ierland, Nieuw-Zeeland, de Verenigde Staten en Zuid-Afrika.

### Film
Het Verenigd Koninkrijk heeft een grote invloed gehad op de geschiedenis van de film. De Britse regisseurs Alfred Hitchcock en David Lean behoren tot de meest geprezen aller tijden, samen met andere belangrijke regisseurs waaronder Charlie Chaplin, Michael Powell, Carol Reed en Ridley Scott. Veel Britse acteurs hebben internationale bekendheid verkregen en werden zeer succesvol, bijvoorbeeld Julie Andrews, Richard Burton, Michael Caine, Charlie Chaplin, Sean Connery, Vivien Leigh, David Niven, Laurence Olivier, Peter Sellers en Kate Winslet. Enkele van de commercieel meest succesvolle filmreeksen aller tijden zijn geproduceerd in het Verenigd Koninkrijk, inclusief de twee met de hoogste brutowinst (Harry Potter en James Bond). Ealing Studios maakt er aanspraak op de oudste continu opererende filmstudio ter wereld te zijn.
Ondanks een geschiedenis van belangrijke en succesvolle producties, wordt de industrie vaak gekenmerkt door een debat met betrekking tot het niveau van Amerikaanse en Europese invloeden. Veel Britse films zijn coproducties met Amerikaanse producenten, vaak met behulp van zowel Britse als Amerikaanse acteurs en de Britse acteurs spelen regelmatig in Hollywood-films. Veel succesvolle Hollywood-films zijn gebaseerd op het Britse volk, verhalen of gebeurtenissen, zoals Titanic, The Lord of the Rings en Pirates of the Caribbean.

### Media

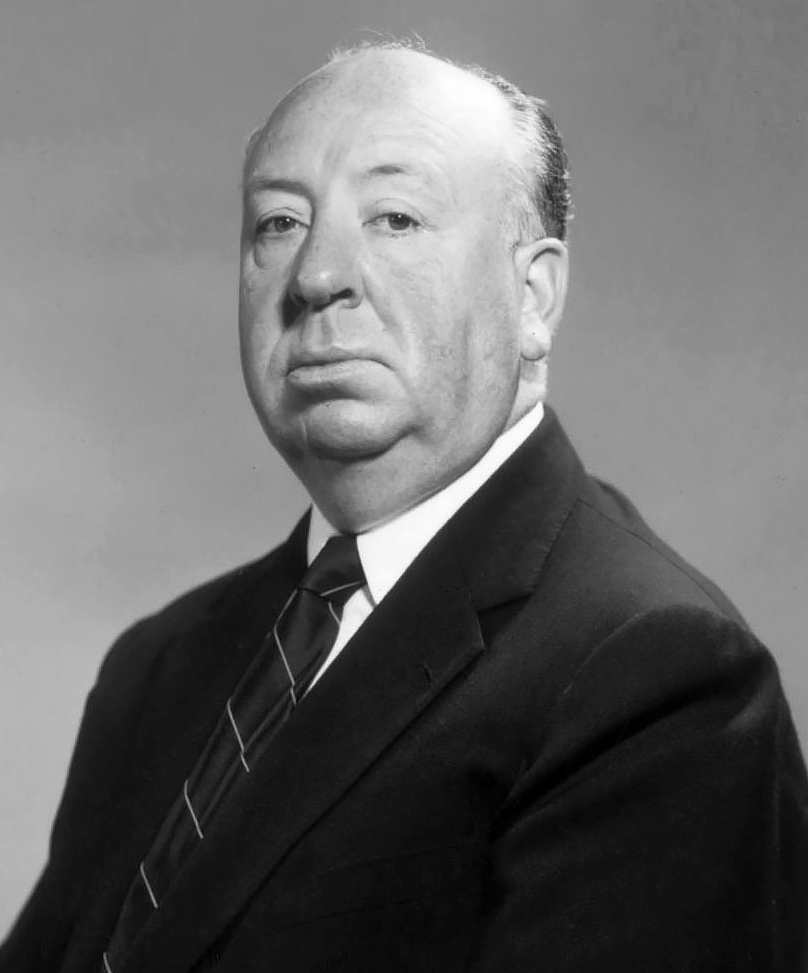
Alfred Hitchcock, filmregisseur en filmproducent

De in 1922 opgerichte BBC wordt door de overheid van het Verenigd Koninkrijk gefinancierd. De radio-, televisie- en internetmaatschappij is de oudste en grootste omroep in de wereld. Het beheert een groot aantal televisie- en radiostations in het Verenigd Koninkrijk en in het buitenland. De binnenlandse diensten worden gefinancierd door een soort kijkgeldbelasting. Andere grote spelers in de Britse media zijn onder meer ITV plc, dat 11 van de 15 regionale televisie-omroepen beheert die deel uitmaken van de ITV-netwerk en News Corporation. Tevens bezit het een aantal landelijke dagbladen via News International, zoals de populaire tabloid The Sun en het langst bestaande dagblad The Times. Daarnaast is er een groot belang in de satellietomroep BSkyB. Londen domineert de mediasector in het Verenigd Koninkrijk. De nationale kranten en televisie en radio zijn grotendeels daar gebaseerd, alhoewel Manchester ook een belangrijk centrum van de nationale media is. Edinburgh, Glasgow en Cardiff zijn belangrijke centra van kranten en omroepproductie in respectievelijk Schotland en Wales. De Britse uitgeverijsector heeft een gezamenlijke omzet van ongeveer 20 miljard pond en is werkgever voor ongeveer 167.000 mensen.
In 2009 werd geschat dat individuen gemiddeld 3,75 uur per dag naar de televisie keken en 2,81 uur per dag naar de radio luisterden. In dat jaar waren de belangrijkste publieke BBC-zenders goed voor naar schatting 28,4%, de drie belangrijkste onafhankelijke kanalen voor 29,5% en de steeds belangrijker wordende andere satelliet- en digitale kanalen voor de resterende 42,1%. De verkoop van kranten is sinds de jaren zeventig gedaald. In 2009 las nog 42% van de mensen dagelijks een landelijk dagblad. In 2010 gebruikte 82,5% van de Britse bevolking het internet, wat het hoogste percentage was onder de top 20 van landen met het grootste totale aantal gebruikers in dat jaar.

### Bezienswaardigheden
- Monumenten op de Werelderfgoedlijst

Monumenten worden beschermd en beheerd door English Heritage en Historic England (Engeland), Cadw (Wales) en Historic Environment Scotland (Schotland), Environment and Heritage Service (Noord-Ierland), Manx National Heritage (Man). Charities zoals National Trust en National Trust for Scotland beheren ook erfgoed.

### Onderwijs

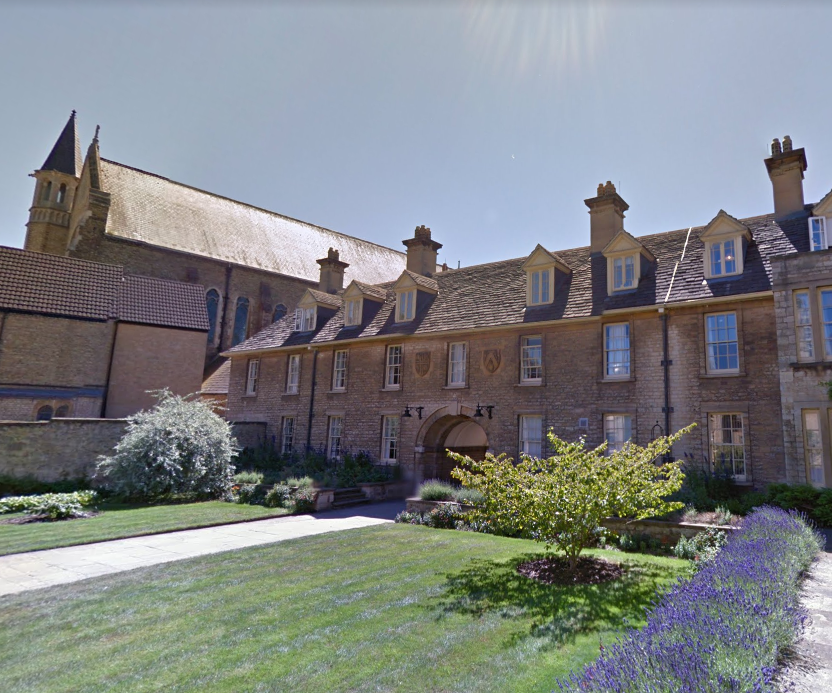
Somerville College, een college van de Universiteit van Oxford, de oudste universiteit van de Engelssprekende wereld.

Elk land in het Verenigd Koninkrijk heeft zijn eigen onderwijssysteem. Er zijn verschillende soorten middelbare scholen, zoals een public school en een grammar school. In 2014 had 7% van de populatie privéonderwijs genoten. Onderwijs is verplicht voor kinderen van vijf tot zestien jaar oud. In 2015/16 gaf het Verenigd Koninkrijk £ 83,4 miljard pond uit aan onderwijs.
In het Verenigd Koninkrijk staan de twee oudste universiteiten van de Engelssprekende wereld: de Universiteit van Oxford (ca. 1096) en de Universiteit van Cambridge (1209). Deze twee universiteiten worden samen ook wel Oxbridge genoemd en worden beschouwd als zeer prestigieuze universiteiten. Internationaal worden ze constant in de top tien van 's werelds beste universiteiten gerangschikt. Andere ancient universities zijn de universiteiten van St Andrews, Glasgow, Aberdeen en Edinburgh, alle gelegen in Schotland. Alleen de Verenigde Staten bevat meer universiteiten in de top 100 dan het Verenigd Koninkrijk.
Met de oprichting van Bedford College, Girton College (Cambridge) en Somerville College (Oxford) in de tweede helft van de 19e eeuw werd het ook mogelijk voor vrouwen om een universitaire graad te behalen.

### Sport
In Engeland en Schotland hebben veel sporten en spelen die wereldwijd verbreid zijn zich ontwikkeld. Voetbal is de grootste sport. Andere populaire sporten zijn rugby, golf en cricket. De wereldwijde verbreiding van dat laatste beperkt zich tot het Britse Gemenebest.
De binnensporten snooker en darts worden veel gespeeld in Engelse pubs, waarbij grote toernooien als nationale en wereldkampioenschappen een overvloed aan zendtijd krijgen in de Britse media, maar ze slaan in het buitenland nauwelijks aan. Niet-Engelse dartkampioenen als de Nederlanders Raymond van Barneveld en Michael van Gerwen vormen daarbij een uitzondering, en er zijn ook wel enkele topsnookerspelers buiten het Verenigd Koninkrijk en het Britse Gemenebest, zoals de Vlaming Luca Brecel.
Ook bowls is een typisch Britse precisiesport.

## Economie

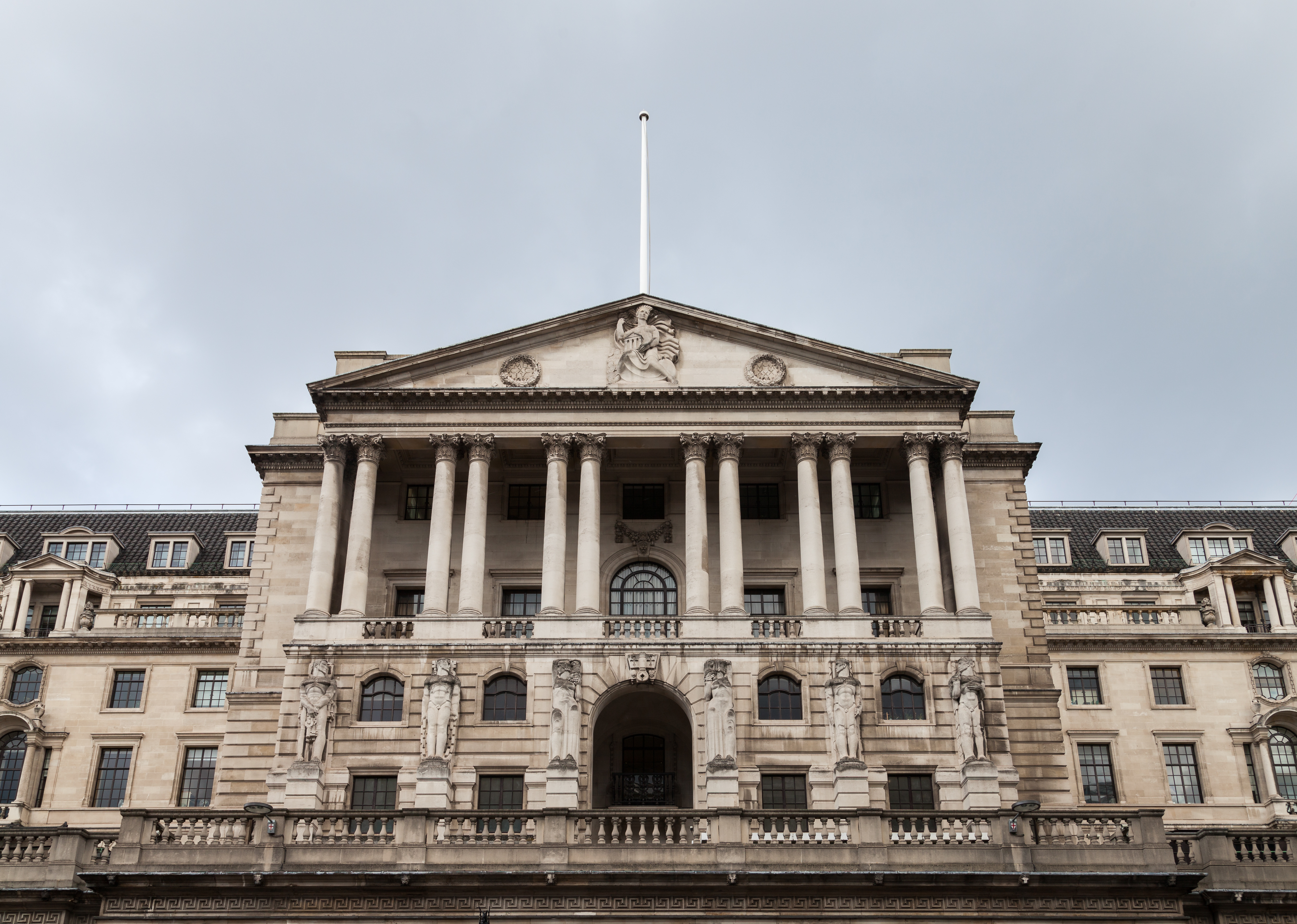
De Bank of England

De munteenheid van het Verenigd Koninkrijk is de Pound Sterling (= £ of GBP). Het pond is onderverdeeld in 100 pence (enkelvoud: penny). Het decimale stelsel werd ingevoerd in 1971. Voor die tijd bestond een pond uit 20 shilling en een shilling uit 12 pence, waardoor het pond dus 240 pence telde. Bankbiljetten worden voor Engeland en Wales uitgegeven door de Bank of England, voor Schotland en Noord-Ierland door een aantal commerciële banken.
Hoewel het Verenigd Koninkrijk lid was van de Europese Unie had het er, net als Denemarken en Zweden, voor gekozen om buiten de EMU te blijven. Voormalig premier Gordon Brown wilde de euro pas ingevoerd zien wanneer het Verenigd Koninkrijk zijns inziens daartoe gereed is. Zijn voorganger, Tony Blair, was in principe ook voorstander van de invoering van de euro, maar heeft de beslissing daartoe steeds voor zich uit geschoven, met hetzelfde argument.